# Зал официальных лиц и делегаций
Зал официальных лиц и делегаций — помещение для предоставления комфортных условий для работы и отдыха высокопоставленных лиц в период ожидания рейсов в аэропортах.

## В России
На международных авиарейсах, в пунктах пропуска через границу РФ, действуют 5 залов официальных лиц и делегаций (ЗОЛД) — в аэропортах Москвы (Шереметьево, Домодедово, Внуково), в Санкт-Петербурге (Пулково) и в Сочи.
В советское время в большинстве аэропортов СССР действовали залы «для приема официальных делегаций», которые также назывались «депутатские залы». Но в 1996 году указом Президента России Ельцина Б. Н. был утвержден список всего из 5 залов официальных лиц и делегаций на территории России.
В перечне должностных лиц, которые обслуживаются залами официальных лиц и делегаций, утверждённом указом Президента, более трех сотен наименований. Это — глава государства и его помощники, председатель правительства, депутаты и сенаторы, сотрудники аппаратов Думы и Совета Федерации, федеральные министры и руководители агентств и служб, сотрудники администрации президента РФ и аппаратов министерств и ведомств, дипломаты, военные чины, судьи Верховного, Конституционного и Высшего судов, Генеральный прокурор, губернаторы. В залах официальных лиц обслуживаются граждане, указанные в перечне утверждённых должностей и имеющие билеты на рейс в день отправления, а также провожающие и встречающие их лица, не имеющие билетов на самолет.
Залы официальных лиц и делегаций в аэропортах России относятся к ведению Управлению делами президента РФ. Их деятельностью занимается ФГУП «Президент-Сервис», которое входит в структуру Управделами Президента. Для эксплуатации залов, которая считается одной из государственных функций, ежегодно направляются бюджетные ассигнования.
Обслуживание в залах официальных лиц производится, как правило, по предварительным заявкам и по предъявлении гражданами необходимых документов и билетов.
Главная задача залов официальных лиц и делегаций - экономия времени официальных лиц на прохождение предполетных процедур. Для этого в залах организован ускоренный режим таможенного, санитарного и паспортного контроля (в таких залах, по законодательству, могут быть организованы отдельные пункты таможенного и пограничного контроля). Кроме того, в залах организованы различные сервисы, а также доставка на автомобиле до борта самолета.
Упразднение некоторых залов официальных лиц и делегаций и коммерциализация аэропортов, привели к появлению vip-залов и бизнес-залов в освободившихся помещениях. Ими могут пользоваться как депутаты и другие высокопоставленные чиновники во время своих служебных командировок, так и коммерческие пассажиры за дополнительную оплату. На обслуживание государственных служащих в vip-залах тратится более ста миллионов рублей ежегодно из бюджета страны.